# Чужая маска
«Чужа́я ма́ска» — детективный полицейский роман Александры Марининой, опубликованный в 1996 году. Из серии расследований Анастасии Каменской.

## Сюжет
Известный писатель женских романов Леонид Параскевич застрелен в подъезде своего дома. В его убийстве признаётся одна из его поклонниц, сумасшедшая Лариса Исиченко, которая кончает с собой прямо в кабинете сотрудницы МУРа майора Анастасии Каменской.
Вдова писателя Светлана заявляет его издателям, что все романы Параскевича написаны ею, а не Леонидом, и она готова продолжать писать, но на других финансовых условиях.
К бизнесмену Евгению Досюкову, отбывающему срок в колонии за убийство своего делового партнёра, на долгосрочное свидание приезжает жена Наталья. Евгений продолжает настаивать на своей невиновности и требует от Натальи нанять частного детектива, который нашёл бы доказательства непричастности Досюкова к убийству.
У депутата государственной думы Березина странно складываются его отношения с женой Ириной: давно женатые они общаются так, будто недавно познакомились... Впрочем, это действительно так. И при чём тут информация о покончившей с собой проститутке?
Каменская, расследуя убийство Параскевича, объединяется с детективом Стасовым, которого нанимает Наталья Досюкова. Вскоре они выясняют, что у Ирины Березиной, Евгения Досюкову и Леонида Параскевича при рождении были близнецы...
Каменская выходит на следы врачей-аферистов, которые несколько десятков лет назад в одном из роддомов организовали бизнес: талантливый акушер Лощинин, занимавший к тому же должность главного врача роддома, пользовался своим экстрасенсорным даром на раннем сроке определять двойню у роженицы, направлял её на кесарево сечение под наркозом, изымал второго ребёнка, которого продавал бездетным парам или одиноким женщинам, оформляя все необходимые бумаги о рождении малыша.
Много лет спустя Лощинин решил повторно заработать на разлученных им близнецах. Успешный коммерсант Досюков не желал жениться и никогда не женился бы на своей многолетней подруге Наталье, если бы не убийство его конкурента и последующий арест. Чтобы сохранить контроль над активами и не остаться в одиночестве, Досюков в СИЗО женится на Наталье. На самом деле убийство по заказу Натальи совершил брат-близнец Досюкова, уголовник-рецидивист Остриков.
Леонид и Светлана Параскевич запутались в сложных отношениях с издателями, которые связали их невыгодными договорами, Леонида преследовала сумасшедшая поклонница Исиченко, кроме того в жизнь молодой семьи постоянно вмешивалась мама Леонида. Чтобы разом решить все проблемы - Леонид был убит, хотя на самом деле жертвой стал его брат-близнец, скромный учитель литературы, чье место занял Леонид, поселившись в его квартире.
Депутату Березину портила жизнь и карьеру жена Ирина, мало того, что изменяющая ему, так ещё и собравшая на него серьёзный компромат в интересах политических конкурентов. У Ирины была сестра-близнец, тоже Ирина - проститутка, жаждавшая вырваться из засосавшей её чудовищной жизни. Ирина Березина была убита, её смерть замаскировали под самоубийство проститутки, а её место в доме депутата заняла другая Ирина, отрабатывающая контракт: через некоторое время после выборов супруги разведутся, и женщина, получившая чужую биографию, сможет начать новую жизнь.
Но вскоре ситуация вышла из-под контроля. Наталья Досюкова, жаждавшая лишь стабильности и денег, поняла, что по-настоящему любит Евгения и решила помочь ему доказать свою невиновность, но так, чтобы не подставить саму себя, и наняла Стасова.
Светлана Параскевич, успешно убедившая всех окружающих, что реальным автором романов являлась она и переподписавшая контракты с издателями на очень выгодных условиях - с ужасом обнаружила, что Леониду нравится мучить окружающих: помимо сумасшедшей Исиченко он в качестве "призрака" начал являться к родной матери.
А депутат Березин, испытывавший поначалу брезгливость и презрение к бывшей проститутке, неожиданно находит в ней близкого человека...
Распутывая клубок совпадений Каменская выходит на Лощинина и раскрывает преступления настоящего и прошлого.
Антон Носик писал в 1999 году: «„Стилист“ и „Чужая маска“ Марининой — детективы, в которых преступления так или иначе связаны с авторским правом на коммерческие бестселлеры. Может быть, о деятельности оперативников Маринина и Дашкова имеют слабое представление, но о бесправии коммерческого автора перед издательством они рассказывают не понаслышке.»
«В романе Марининой „Чужая маска“ из младенцев ничего не варят. Но младенцы выступают в роли потерпевших, да и врачи-лиходеи тоже имеются. Терпят младенцы за двадцать-тридцать лет до начала романа. Десятилетия спустя доктора пускаются отслеживать судьбу разъятых двоен в рассуждении чего-нибудь и на этом выгадать».

## Адаптации и переводы
Роман «Чужая маска» был экранизирован режиссёром Юрием Морозом в первом сезоне телесериала «Каменская».